# Simone Stelzer
Simone Stelzer (født d. 1. oktober 1969) er en østrigsk sangerinde, som repræsenterede Østrig ved Eurovision Song Contest 1990 med sangen "Keine Mauern mehr". Sangen fik en 10. plads. Blot få dage før hendes optræden ved Eurovision Song Contest, dukkede skandaløse topløse billeder op af hende, i landets kulørte blade. 